# El mago de Toledo
El mago de Toledo, es el sexto libro de la uruguaya Mercedes Vigil. Fue publicado por Editorial Planeta en mayo de 2005.
Es un libro que cuenta con gráficos e imágenes en blanco y negro. Libro que entrelaza el Opus Dei, la Orden del Temple y la Masonería.
Obtuvo el galardón Libro de Oro en 2005 por la Cámara Uruguaya del Libro a los libros más vendidos de Uruguay.